# Oberea pedemontana
Oberea pedemontana es una especie de escarabajo longicornio del género Oberea, subfamilia Lamiinae. Fue descrita científicamente por Chevrolat en 1856.
Se distribuye por Rumania, Bosnia y Herzegovina, Croacia, Suiza, Eslovenia, Hungría, Bulgaria, Austria, Italia y Yugoslavia. Mide 12-16 milímetros de longitud. El período de vuelo de esta especie ocurre en los meses de junio y julio.
Parte de la dieta de Oberea pedemontana se compone de plantas de la familia Rhamnaceae.